# Plaumannimyia costaemaculata
Plaumannimyia costaemaculata är en tvåvingeart som beskrevs av Erich Martin Hering 1940. Plaumannimyia costaemaculata ingår i släktet Plaumannimyia och familjen borrflugor. Inga underarter finns listade i Catalogue of Life.